# Розподіл Діріхле
Помилка Lua у Модуль:Navbar у рядку 61: Неприпустима назва {{subst:PAGENAME}}.
У теорії імовірностей і математичній статистиці розподіл Діріхле (за іменем Йоганна Петера Густава Лежьона-Діріхле), позначають часто {\displaystyle Dir(\alpha )} — це сімейство безупинних багатовимірних імовірних розподілів невід’ємних дійсних чисел, параметризованих вектором {\displaystyle \alpha }. Розподіл Діріхле є узагальненням Бета-розподілу на багатовимірний випадок. Тобто, його функція щільності повертає значення імовірності того, що імовірність кожного з K взаємновиключних подій дорівнює {\displaystyle x_{i}} за умови, що кожна подія спостерігалася {\displaystyle \alpha _{i}-1} раз.

## Функція щільності імовірності
Функція щільності імовірності для розподілу Діріхле порядку K має вигляд:
{\displaystyle f(x_{1},\dots ,x_{K};\alpha _{1},\dots ,\alpha _{K})={\frac {1}{\mathrm {B} (\alpha )}}\prod _{i=1}^{K}x_{i}^{\alpha _{i}-1}}
де {\displaystyle x_{i}\geq 0\,}, {\displaystyle \sum _{i=1}^{K}x_{i}=1\,}, i {\displaystyle \alpha _{i}\geq 0\,}.

## Властивості
Нехай {\displaystyle X=(X_{1},\ldots ,X_{K})\sim \operatorname {Dir} (\alpha )} i {\displaystyle \alpha _{0}=\sum _{i=1}^{K}\alpha _{i},} тоді
{\displaystyle \mathrm {E} [X_{i}|\alpha ]={\frac {\alpha _{i}}{\alpha _{0}}},}
{\displaystyle \mathrm {Var} [X_{i}|\alpha ]={\frac {\alpha _{i}(\alpha _{0}-\alpha _{i})}{\alpha _{0}^{2}(\alpha _{0}+1)}},}
{\displaystyle \mathrm {Cov} [X_{i}X_{j}|\alpha ]={\frac {-\alpha _{i}\alpha _{j}}{\alpha _{0}^{2}(\alpha _{0}+1)}}.}
Модою розподілу є вектор {\displaystyle X=(X_{1},X_{2},\dots ,X_{K})} з
{\displaystyle x_{i}={\frac {\alpha _{i}-1}{\alpha _{0}-K}},\quad \alpha _{i}>1.}
Розподіл Діріхле є сполученим апріорним розподілом до мультиноміального розподілу, а саме: якщо
{\displaystyle \beta |X=(\beta _{1},\ldots ,\beta _{K})|X\sim \operatorname {Mult} (X),}
де {\displaystyle \beta _{i}} - число входжень і у вибірку з n точок дискретного розподілу на {1, ..., K}, визначеного через X, то
{\displaystyle X|\beta \sim \operatorname {Dir} (\alpha +\beta ).}
Цей зв'язок використовується в Байєсівській статистиці для того, щоб оцінити приховані параметри дискретного імовірносного розподілу {\displaystyle X}, маючи набір з n вибірок. Очевидно, якщо апріорний розподіл позначений як {\displaystyle Dir(\alpha )}, то {\displaystyle Dir(\alpha +\beta )} - це апостеріорний розподіл після серії спостережень з гістограмою {\displaystyle \beta }.

## Зв'язок з іншими розподілами
Якщо для {\displaystyle i\in \{1,2,\ldots ,K\},}
{\displaystyle Y_{i}\sim \operatorname {Gamma} ({\textrm {shape}}=\alpha _{i},{\textrm {scale}}=1)} незалежні, то
{\displaystyle V=\sum _{i=1}^{K}Y_{i}\sim \operatorname {Gamma} ({\textrm {shape}}=\sum _{i=1}^{K}\alpha _{i},{\textrm {scale}}=1),}
і
{\displaystyle (X_{1},\ldots ,X_{K})=(Y_{1}/V,\ldots ,Y_{K}/V)\sim \operatorname {Dir} (\alpha _{1},\ldots ,\alpha _{K}).}
Попри те, що Xі не є незалежними один від одного, вони можуть бути згенерованні з набору з {\displaystyle K} незалежних гама випадкових величин. Однак, тому що сума {\displaystyle V} губиться в процесі формування {\displaystyle X=(X_{1},X_{2},\dots ,X_{K})}, стає неможливо відновити початкові значення гамма-випадкових величин тільки за цими значеннями. Проте, завдяки тому, що працювати з незалежними випадковими величинами простіше, це перетворення параметрів може бути корисно при доведенні властивостей розподілу Діріхле.

## Генерація випадкових чисел
Метод побудови випадкового вектора {\displaystyle x=(x_{1},\ldots ,x_{K})} для розподілу Діріхле розмірності K з параметрами {\displaystyle (\alpha _{1},\ldots ,\alpha _{K})} випливає безпосередньо з цього зв'язку. Спочатку одержимо K незалежних випадкових вибірок {\displaystyle y_{1},\ldots ,y_{K}} з гамма-розподілів, кожен з який має щільність
{\displaystyle {\frac {y_{i}^{\alpha _{i}-1}\;e^{-y_{i}}}{\Gamma (\alpha _{i})}},\!}
а потім покладемо
{\displaystyle x_{i}=y_{i}/\sum _{j=1}^{K}y_{j}.\!}

## Наочне трактування параметрів
Як приклад використання розподілу Діріхле можна запропонувати задачу, у якій потрібно розрізати нитки (кожна початкової довжини 1.0) на K частин з різними довжинами так, щоб усі частини мали задану середню довжину, але з можливістю деякої варіації відносних довжин частин. Значення α/α0 визначають середні довжини частин нитки, що вийшли з розподілу. Дисперсія навколо середнього значення зворотньо пропорційна α0.

## Ланки
- Hazewinkel, Michiel, ред. (2001), distribution Dirichlet distribution, Математична енциклопедія, Springer, ISBN 978-1-55608-010-4
- Dirichlet Distribution [Архівовано 13 лютого 2010 у Wayback Machine.]
- How to estimate the parameters of the compound Dirichlet distribution (Pólya distribution) using expectation-maximization (EM) [Архівовано 19 січня 2022 у Wayback Machine.]
- Luc Devroye. Non-Uniform Random Variate Generation. Архів оригіналу за 17 липня 2012. Процитовано 19 жовтня 2019.
- Dirichlet Random Measures, Method of Construction via Compound Poisson Random Variables, and Exchangeability Properties of the resulting Gamma Distribution [Архівовано 20 січня 2022 у Wayback Machine.]
- SciencesPo [Архівовано 25 лютого 2021 у Wayback Machine.]: R package that contains functions for simulating parameters of the Dirichlet distribution.